# Gajdy śląskie

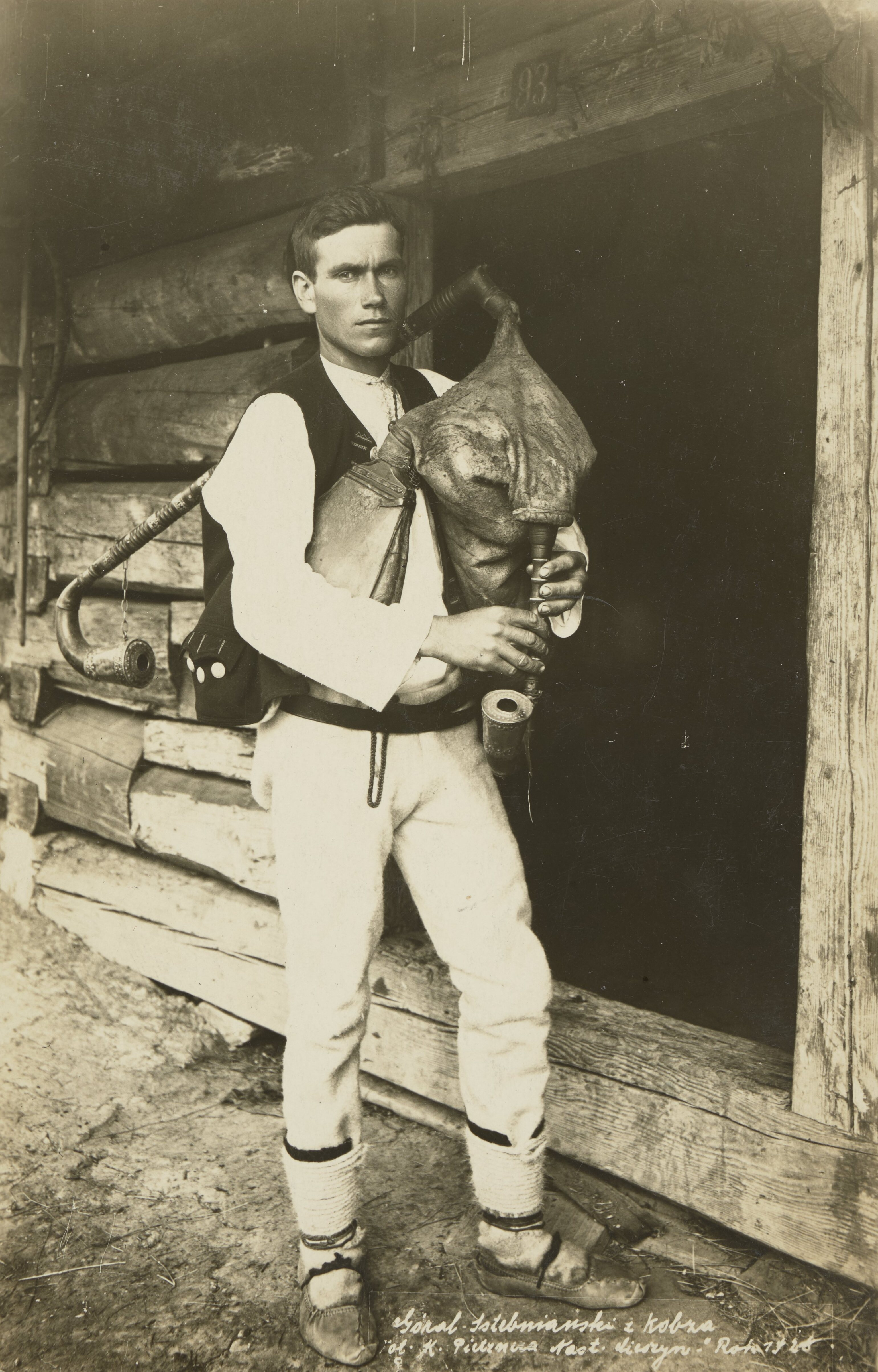
Gajdosz na pocztówce z 1925 r.

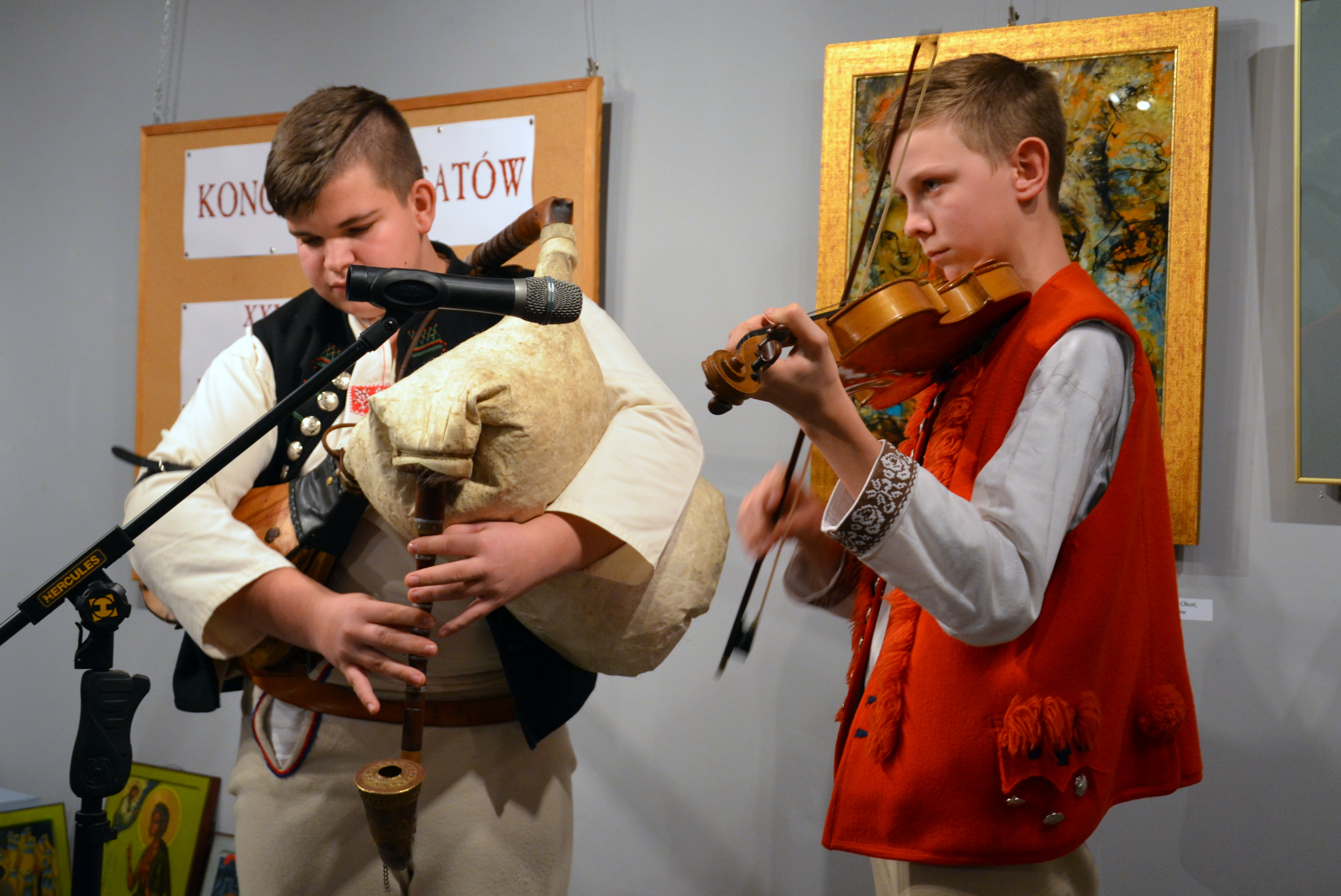
Grający na gajdach śląskich i skrzypcach

Gajdy śląskie – instrument muzyczny, rodzaj dud, związany z południową częścią Beskidu Śląskiego i z południowo-zachodnią częścią Żywiecczyzny. Umiejętność wytwarzania instrumentu i praktyka gry zostały w 2018 r. wpisane na Krajową listę dziedzictwa niematerialnego.

## Budowa
Gajdy śląskie składają się z:
- piszczałki melodycznej (gajdzicy[2]) posiadającej 6 otworów palcowych (tylko wierzchnie, brak otworu kciukowego)[3] i połączonej z workiem za pomocą łącznika zwanego kuodką lub koroną (dawniejsze określenie). Piszczałka melodyczna zakończona jest rogowo-metalowym rezonatorem (rożek przedni);
- piszczały burdonowej (hóku) - składającej się z koziczki (kolanka łączącego piszczałę z workiem), trzech stawków (stowków - członów tworzących właściwą część hóku) oraz zakończonej rogowo-metalowym rezonatorem (róg zadni);
- wora rezerwuarowego (miecha);
- mieszka do wdmuchiwania powietrza (dymloka, duchoczka)[4].

Piszczałki zaopatrzone są w klarnetowe stroiki (piszczki).

## Strój i skala
Obecnie spotykane gajdy z terenu Beskidu Śląskiego stroją w tonacji D oraz Es.

## Zasięg występowania
W latach 30. głównymi ośrodkami gajdoszy i warsztatów wytwarzających gajdy śląskie były Koniaków i Istebna. Grających na gajdach notowano też we wsiach: Jaworzynka, Kamesznica (gajdosz Alojzy Kuźma), Szare (gajdosz Błażek), Milówka, Nieledwia, Sól, Oźna (gajdosz Bury), Rycerka Górna, Rycerka Dolna, Rajcza.

## Praktyka wykonawcza
Wg Stoińskiego grających na gajdach nazywano gajdosami lub dudysami. Wg Szymonowiczów grający na gajdach to gajdosz, gajdoszek, gajdzior (Istebna-Koniaków-Jaworzynka), gajdek, gajdosziczek (Jabłonków, Herczawa na Zaolziu).

## Znani dudziarze i wytwórcy dud
- Jan Kawulok (1899-1976) - gajdosz i budowniczy gajd śląskich